# 异木患属

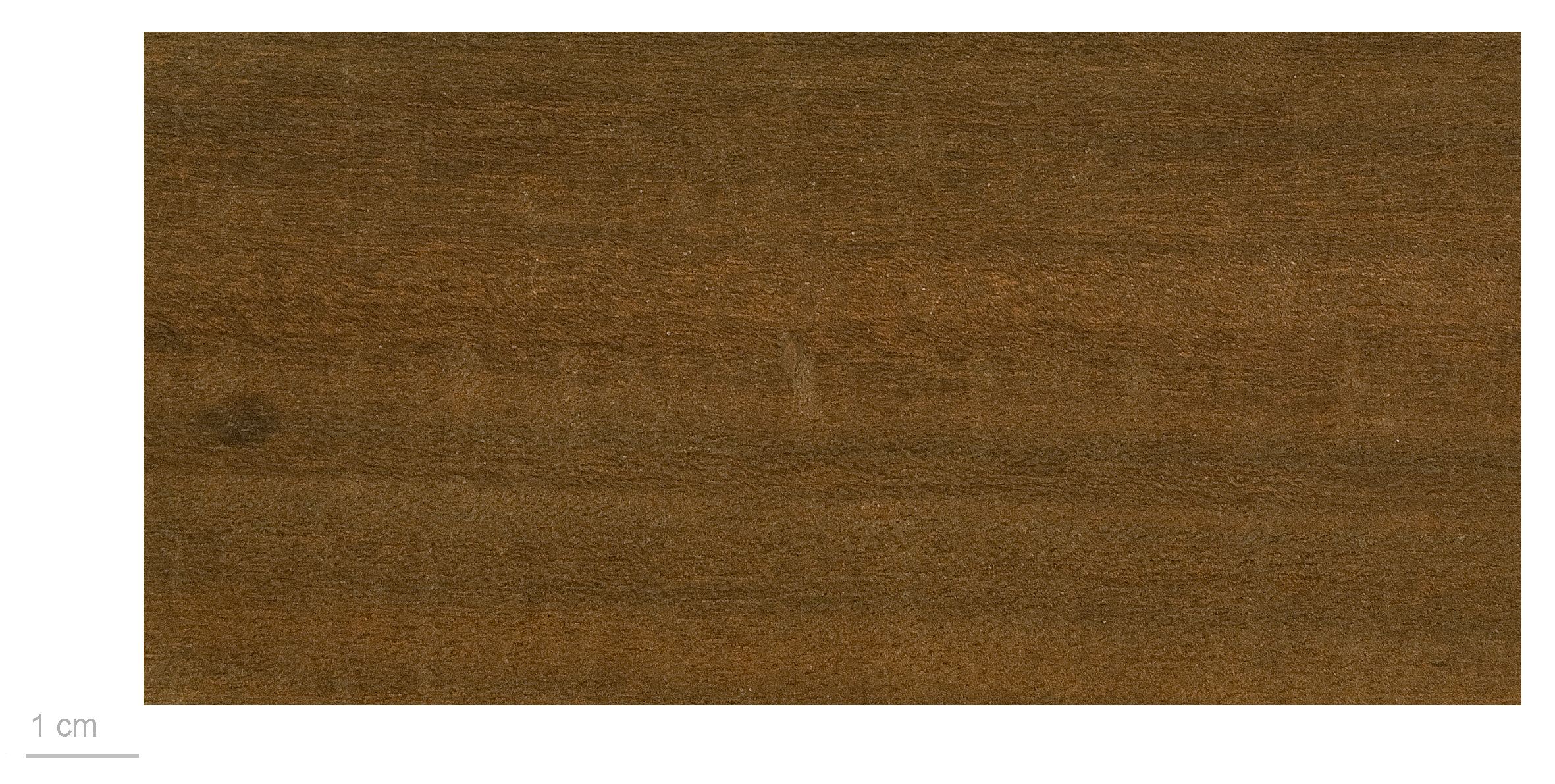
Allophylus timoriensis

异木患属（学名：Allophylus）是无患子科下的一个属，为小乔木或灌木植物。该属共有约200余种，分布于热带和亚热带地区。
属名Allophylus源于希腊语allos（不同的）和phylon（民族）的合成词。